# Włodzimierz Hołubowicz
Włodzimierz Hołubowicz (ur. 20 czerwca 1908 w Jekaterynodarze, zm. 7 kwietnia 1962 w Sztokholmie) – archeolog, etnograf. Mąż Heleny Cehak. 

## Życiorys
Syn Józefa. Początkowo studiował prawo później przeniósł się na Wydział Humanistyczny i studiował etnografię kończąc studia w 1928 na Uniwersytecie Wileńskim. W trakcie studiów był przewodniczącym grupy archeologicznej i uczestniczył w wykopaliskach. 1932–1937 pracował w Muzeum Uniwersytetu im. Stefana Batorego w Wilnie. W latach 1937–1941 uczestniczył na Wileńszczyźnie w pracach wykopaliskowych i etnograficznych. W 1945 brał udział w wykopaliskach archeologii w Mińsku. W 1946 przeniósł się do Polski, pracował jako sekretarz w agencji prasowej w Warszawie, a później jako asystent na Uniwersytecie Toruńskim. W 1947 na Uniwersytecie w Poznaniu obronił doktorat z zakresu metod badania kręgów kulturowych.
W latach 1951–1961 był założycielem i profesorem Katedry Archeologii Uniwersytetu Wrocławskiego, utworzył własną szkołę polskiej archeologii. Badał wczesne średniowiecze na Śląsku, prowadził wykopaliska na górze Ślęży, w Opolu na Ostrówku, Niemczy i innych stanowiskach archeologicznych. Był autorem wielu prac teoretycznych obejmujących metodykę i metodologię badań archeologicznych. Poza Uniwersytetem kierował Zakładem Archeologii Polski Instytut Historii Kultury Materialnej PAN we Wrocławiu oraz redagował „Archeologię Śląska” i „Śląskie Sprawozdania Archeologiczne”. Był współpracownikiem Komisji Historii Sztuki Wrocławskiego Towarzystwa Naukowego i członkiem Polskiego Towarzystwa Archeologicznego.
Został pochowany na Cmentarzu Osobowickim we Wrocławiu (pole 42-5-183).

## Wybrane publikacje
- Garncarstwo wiejskie zachodnich terenów Białorusi (1950)
- Opole w wiekach X-XII (1956)
- O metodzie publikacji źródeł archeologicznych (1958)
- Garncarstwo wczesnośredniowieczne Słowian (1965)
- Studia nad metodami badań warstw kulturowych w prehistorii polskiej (1948)

## Ordery i odznaczenia
- Złoty Krzyż Zasługi (dwukrotnie: 10 marca 1939[4], 29 września 1955[5])
- Medal 10-lecia Polski Ludowej (7 maja 1955)[6]